# Дяківці (Вінницький район)
Дя́ківці — село в Україні, у Літинській селищній громаді Вінницького району Вінницької області.
Населення становить 1343 осіб.

## Пам'ятки
Неподалік від села розташований ботанічний заказник «Дяківці».

## Історія
Село засноване в XI ст., раніше мало назву Дядьків, яке у XIII ст. належало Болохівській землі.[джерело?] У 1442 р. село разом з Йосипівцями надане польським королем Владиславом III Варненчиком Сенькові Кослєвському. Пізніше король Сигізмунд І Старий підтвердив надання села братам Дякі(о)вським.
12 червня 2020 року, відповідно до Розпорядження Кабінету Міністрів України № 707-р «Про визначення адміністративних центрів та затвердження територій територіальних громад Вінницької області», увійшло до складу Літинської селищної громади.
17 липня 2020 року, в результаті адміністративно-територіальної реформи та ліквідації Літинського району, село увійшло до складу Вінницького району.

## Населення

### Мова
Розподіл населення за рідною мовою за даними перепису 2001 року:
| Мова       | Відсоток |
| ---------- | -------- |
| українська | 99,55%   |
| російська  | 0,45%    |

## Загальні дані
У Дяківцях діє бібліотека-меморіальний музей Михайла Стельмаха. Дяківці [Архівовано 5 березня 2013 у Wayback Machine.] — одне з найбільших сіл району, розташоване по обох берегах річки Безим'янки — лівої притоки Згару (басейну Південного Бугу), за 18 км на захід від районного центру Літина [Архівовано 22 листопада 2015 у Wayback Machine.]. Через село проходить автотраса Вінниця — Львів.

## Видатні уродженці
- Вовнюк Прокоп (1900—1993) — учасник українських визвольних змагань, під-старшина армії УНР.
- Гуменний Ігор Григорович (1967) — український підприємець.
- Кондратюк Володимир Олександрович (нар. 1938) — український історик.
- Реєнт Олександр Петрович (1949) — український історик.
- Стельмах Михайло Панасович (1912—1983) — український письменник.

## В літературі
Є місцем подій під назвою Новобугівка творів Стельмаха Михайла «Кров людська — не водиця», «Велика рідня».

## Галерея

Бібліотека-музей М. П. Стельмаха
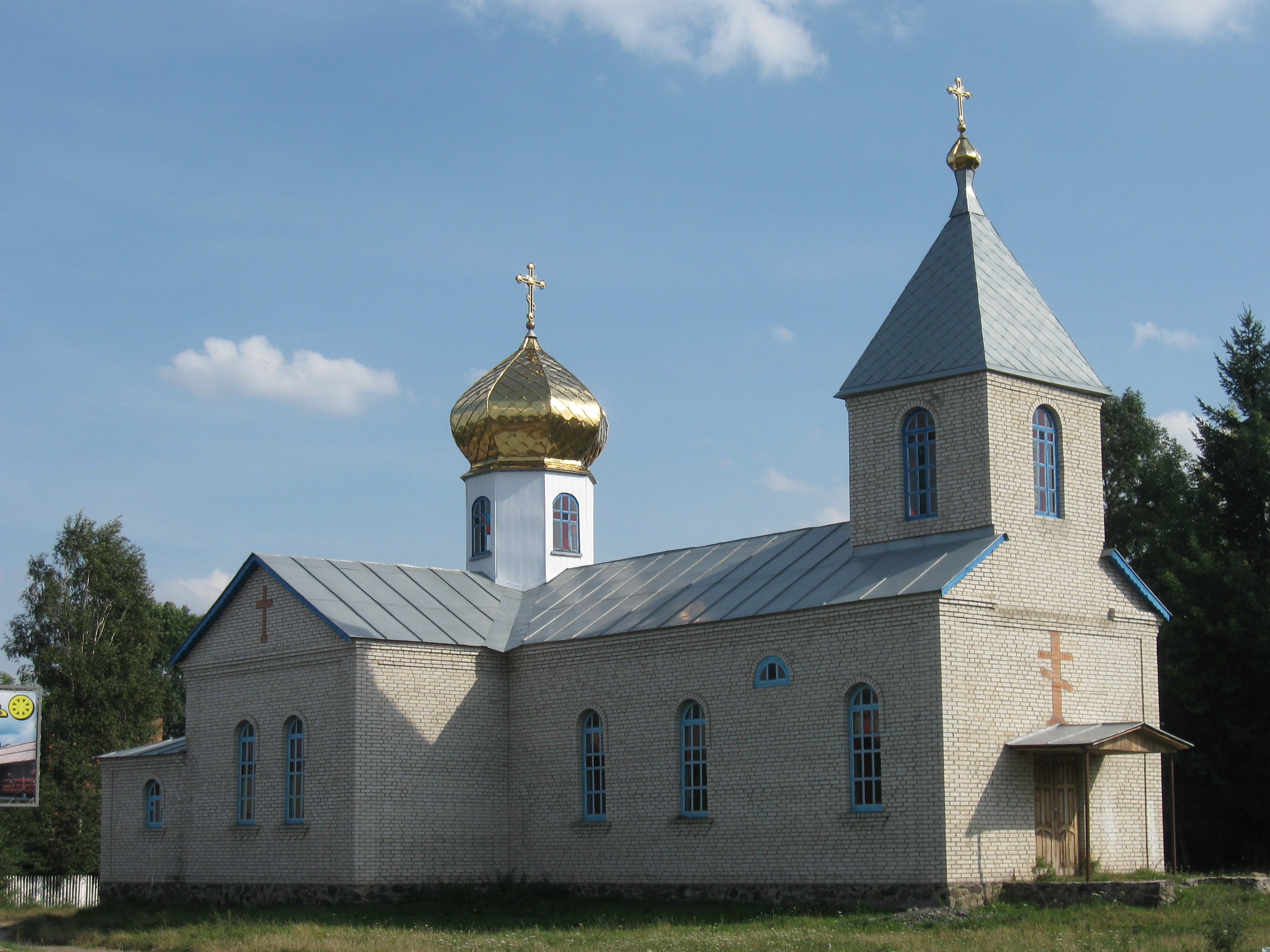
Новозбудована сільська церква
Монумент воїнам ДСВ, скульптор Володимир Смаровоз